# Maryam Monsef
Pour les articles homonymes, voir Moncef.
Maryam Monsef (en persan, مریم منصف), née le 7 novembre 1985 à Mashad (Iran), est une femme politique canadienne, membre du Parti libéral du Canada. 
Elle est députée fédérale de la circonscription de Peterborough—Kawartha et ministre de la Condition féminine depuis le 10 janvier 2017. Le 20 novembre 2019, elle devient également ministre du Développement économique rural.
De mars à novembre 2019, elle est ministre du Développement international.

## Biographie
Maryam Monsef est née le 7 novembre 1985 à l'hôpital Imam Reza de Mashhad en Iran. Ses parents sont afghans et sa famille vit à Herat de fin 1987 à début 1988 puis de 1993 à 1996. Son père, Abdul Samad Monsefzadeh, est tué en janvier 1988 à la frontière irano-afghane en tentant de rentrer en Afghanistan pour venir chercher son cousin. Lorsque Herat tombe aux mains des Talibans en septembre 1995, la mère de Monsef et ses trois filles fuient le pays, d'abord vers Mashhad puis vers Islamabad, Karachi (Pakistan), la Jordanie et finalement le Canada en 1996, alors que Maryam Monsef a 11 ans.

## Carrière politique
Maryam Monsef a été active dans les organismes communautaires de la région de Peterborough (Ontario) et a été candidate à la mairie de cette ville. Elle a été élue dans la circonscription de Peterborough—Kawartha lors de l'élection du 19 octobre 2015. Lors de la formation de son cabinet le 4 novembre suivant, le premier ministre Justin Trudeau la nomme ministre des Institutions démocratiques et présidente du Conseil privé. Elle ne conserve cependant ces postes qu'un peu plus d'un an, car lors du remaniement ministériel de janvier 2017 elle est nommée ministre de la Condition féminine.
Elle fait l'objet d'une polémique en août 2021 en appelant les talibans « nos frères ».